# Pamětní medaile 35. pěšího pluku „Foligno“
Pamětní medaile 35. pěšího pluku "Foligno", je pamětní medaile, která byla založena v průběhu roku 1948 při příležitosti 30. jubilea pluku, který se zformoval v severní Itálii a za své domovské město považoval „Foligno".
Medaile se předávala i poštou, byla uložena v papírové krabičce s malou stužkou a udělovacím dekretem.